# Yōko Takahashi
Yōko Takahashi (高橋 洋子?, Takahashi Yōko; Tokyo, 28 agosto 1966) è una cantante giapponese, conosciuta principalmente per aver cantato la sigla iniziale dell'anime Neon Genesis Evangelion, Zankoku na tenshi no these (trad. "La tesi dell'angelo crudele").
Takahashi ha anche inciso un altro singolo per uno dei film di animazione sempre per la serie Evangelion; il brano in questione è Tamashii no rufuran (trad. "Il ritornello dell'anima") il cui videoclip, in onda solo sulle emittenti nipponiche, è stato girato (dal vero, non in animazione) da Hideaki Anno, regista del film e della serie in questione.

## Discografia

### Singoli
- 9 ottobre 1991: Okaeri (おかえり)
- 11 dicembre 1991: P.S. I miss you
- 26 febbraio 1992: Seijaku (SI-JI-MA) (静寂（SI・JI・MA）) — Tema immagine dell'anime Silent Möbius
- 3 giugno 1992: Mō ichido aitakute (もう一度逢いたくて)
- 23 settembre 1992: Woman's Love — Tema di film Tengoku no taizai
- 14 luglio 1993: Blue no tsubasa (ブルーの翼) — Tema del drama Arashi no naka no ai no yō ni
- 25 maggio 1994: Omoide yori tōku (思い出より遠く)
- 25 luglio 1994: $1,000,000 no koi ($1,000,000の恋)
- 26 ottobre 1994: Ano koro ni machi awase yō (あの頃に待ち合わせよう)
- 19 dicembre 1994: Moonlight Epicurian (ムーンライト・エピキュリアン)
- 25 ottobre 1995: Zankoku na tenshi no these (残酷な天使のテーゼ) — Sigla di apertura dell'anime Neon Genesis Evangelion
- 25 maggio 1996: Meguri ai (めぐり逢い)
- 2 ottobre 1996: Atarashii Shatsu (新しいシャツ)
- 21 febbraio 1997: Tamashii no refrain (魂のルフラン) — Sigla di apertura del film Neon Genesis Evangelion: Death & Rebirth
- 27 gennaio 1999: We're the One
- 4 febbraio 2002: Kokoro no tsubasa (心の翼)
- 28 aprile 2004: metamorphose — Sigla di apertura dell'anime This Ugly Yet Beautiful World
- 18 maggio 2005: WING — Seconda sigla di chiusura dell'anime Oh, mia dea!
- 26 ottobre 2005: Yoake umarekuru shōjo (夜明け生まれ来る少女) — Prima sigla di chiusura dell'anime Shakugan no Shana
- 25 ottobre 2006: Aoki Flamme (蒼き炎(フランム)) — Tema apertura di anime Pumpkin Scissors
- 12 marzo 2008: Seinaru itami o idaite (聖なる痛みを抱いて)

### Album
- 21 ottobre 1992: Pizzicato (ピチカート)
- 25 agosto 1993: Kyūgatsu no setsugoyu (9月の卒業)
- 26 novembre 1994: Watashi wo mitsukete (私をみつけて)
- 25 gennaio 1996: BEST PIECES
- 25 ottobre 1996: Living with joy
- 6 novembre 1997: Li-La
- 6 novembre 1997: refrain ~The songs were inspired by "EVANGELION"~
- 24 febbraio 1999: BEST PIECES II
- 17 marzo 1999: HARMONIUM
- 2 ottobre 2001: AÜM (あうん)
- 19 dicembre 2001: SUPER VALUE (スーパー・バリュー)
- 23 maggio 2003: L'ange de Metamorphose
- 25 febbraio 2004: GOLDEN☆BEST ((ゴールデン☆ベスト))
- 7 dicembre 2005: Sore wa toki ni anata o hagemashi, toki ni sasae to naru mono (それは時にあなたを励まし、時に支えとなるもの)
- 17 gennaio 2007: Takahashi Yoko Best 10 (高橋洋子 ベスト10)
- 19 dicembre 2007: Essential Best (エッセンシャル・ベスト)
- 8 Marzo 2020 : Raindrop Flower